# 1804 у літературі

## П'єси
- «Вільгельм Телль» — п'єса Фрідріха Шиллера.

## Поезія
- «Єрусалим» — поема Вільяма Блейка.

## Народились
- 16 лютого — Жюль Габріель Жанен, французький письменник, критик і журналіст (помер 1874).
- 13 травня — Хомяков Олексій Степанович, російський філософ, поет, публіцист, один із засновників руху слов'янофілів (помер 1860).
- 1 липня — Жорж Санд, французька письменниця (померла 1876).
- 4 липня — Натаніель Готорн, один з перших і найбільш загальновизнаних майстрів американської літератури (помер 1864).
- 10 грудня — Ежен Сю, французький письменник (помер 1857).

## Померли
- 12 лютого — Іммануїл Кант, німецький філософ (народився 1724).
- 9 червня — Кристіан Фрідріх Каацкій, німецький і латвійський педагог і письменник (народився 1739).